# Łebsko
Łebsko (Duits: Lebasee) is een meer in het noorden van Polen in de woiwodschap Pommeren. Het meer is onderdeel van het Nationaal park Słowiński, net als het westelijkere gelegen Gardno.

## Algemeen

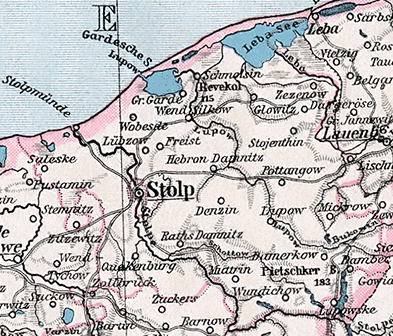
Kaart uit 1905 met Łebsko rechtsboven

Het heeft een oppervlakte van 75 km² en is daarmee het grootste van Pommeren. De maximumdiepte bedraagt 5,8 meter en de gemiddelde diepte 2 tot 3 meter. Verder is de lengte (oost naar west) van het meer 16,4 kilometer en de breedte (noord naar zuid) 7,6 kilometer.
Łebsko wordt door een 17 kilometer lange schoorwal met een breedte variërend tussen de 800 en 2500 meter van de Oostzee gescheiden. Deze schoorwal bestaat onder andere uit een duin, die 1300 meter lang en 500 meter breed is, namelijk de Łącka Góra. Deze is met 42 meter het hoogste punt in de omgeving.
De rivier de Łeba stroomt door het meer, in het zuiden mondt de rivier in het meer uit en in het noordoosten bij de stad Łeba stroomt de rivier verder naar de Oostzee.

### Bereikbaarheid
De belangrijkste wegen in de directe nabijheid zijn de van noord naar zuidlopende DW214 en de van oost naar westlopende DW213. Beide zijn provinciale wegen, de dichtstbijzijnde nationale weg is de DK6.
Via het spoor is het meer bereikbaar door station Łeba dat het eindstation van lijn 229 is.

### Bestuurlijk
Het zuidoosten van Łebsko valt bestuurlijk gezien onder het powiat Lęborski en de rest onder het powiat Słupski.

### Omliggende plaatsen
De dichtstbijzijnde stad is Łeba, dat net ten noordoosten van het meer ligt. Andere steden in de omgeving zijn Słupsk zo'n 40 kilometer zuidwestelijk en Lębork zo'n 30 kilometer zuidoostelijk.
Bij het meer zelf liggen voornamelijk kleinere dorpjes die behoren tot de gemeenten Wicko, Główczyce en Smołdzino.